# 华阳站 (成都市)
华阳站位于中华人民共和国四川省成都市天府新区天府大道南段华阳大道二段路口，是成都地铁1号线的地下车站，于2018年3月18日开通使用。
华阳站位于天府大道南段与华阳大道二段交汇处南侧地下，沿天府大道南段呈南北向布置。本站因位于华阳街道而得名。在1号线三期工程建设期间，本站曾使用工程名“广都站”，后与现在的广都站名互换。

## 车站结构

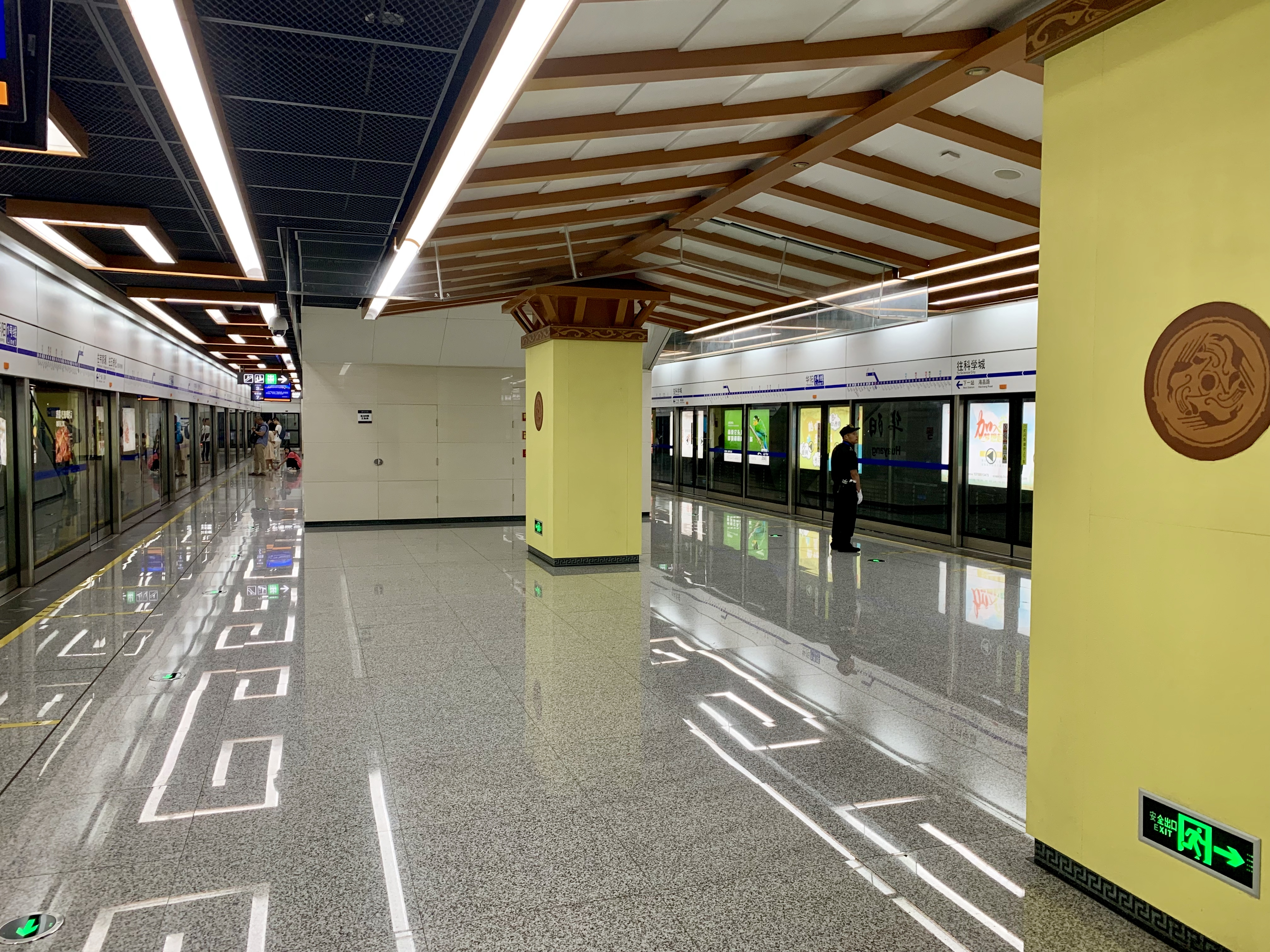
站台层
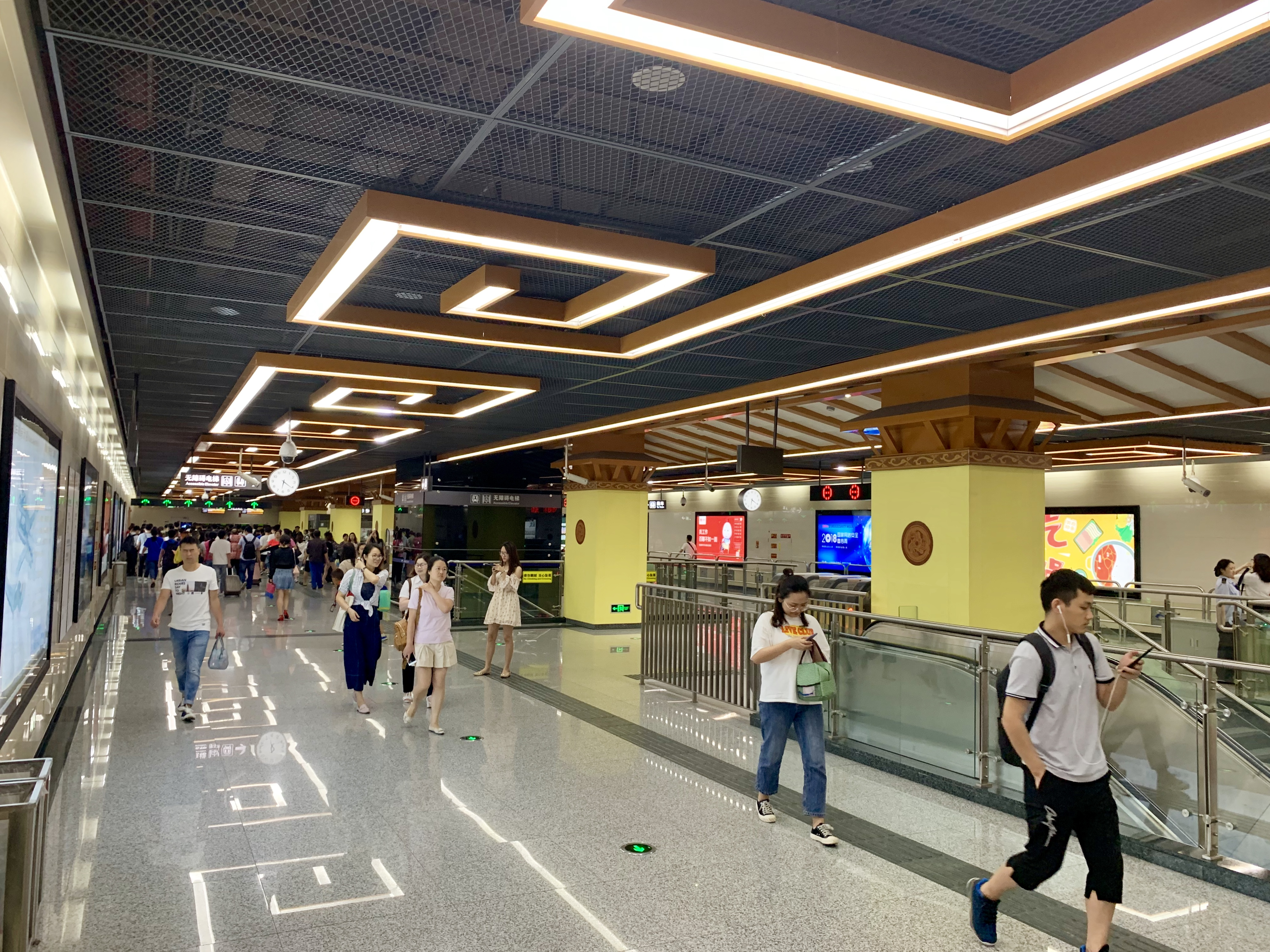
站厅层

本站为地下两层岛式站台车站，全长186.5米。其中负一层分别连通A、B、C1和C2四个出入口和1、2号风亭，为钢筋混凝土结构。
| 地面      |                                  | 出入口                         |  |
| 地下 一层 | 站厅层                           | 安检、售票机、站内商店         |  |
| 地下 二层 |                                  | 1号线列车往韦家碾方向 （四河） |  |
| 地下 二层 | 岛式站台，左边车门将会开启       |                                |  |
| 地下 二层 | 1号线列车往科学城方向 （海昌路） |                                |  |

## 内装与公共艺术
本站为1号线三期工程4座艺术站之一。设计以“川中第一镇”为定位，延续1号线一期“一站一景”的理念，天花及柱面体现以木结构为主的川西民居建筑形式，柱面点缀汉代画像砖中凤凰造型。灯光结合回纹图案，寓意吉祥。

## 出入口信息
本站目前开放4个出入口。
| 出口编号     | 设施              | 地点         | 可到达目的地                                         |
| ------------ | ----------------- | ------------ | ---------------------------------------------------- |
|              |                   |              |                                                      |
|              | 无障碍电梯        | 天府大道南段 | 油建苑、紫阳花园                                     |
| 出口 · B     | 无障碍电梯 卫生间 | 天府大道南段 | 成都市天府新区政务服务中心、成都市公安局天府新区分局 |
| 出口 · C · 1 |                   | 天府大道南段 | 恺信·时代天城                                        |
| 出口 · C · 2 |                   | 天府大道南段 | 中德·英伦城邦                                        |

## 公交换乘
503路, 504路，509路, 521路，544路，545路，826路，G826路，828路，T205路, T208路，T214路等。

## 大事记
- 2016年5月30日，主体结构封顶[6]；
- 2018年3月18日，正式开通使用[1]。